# 사카이 다다미치 (1856년)

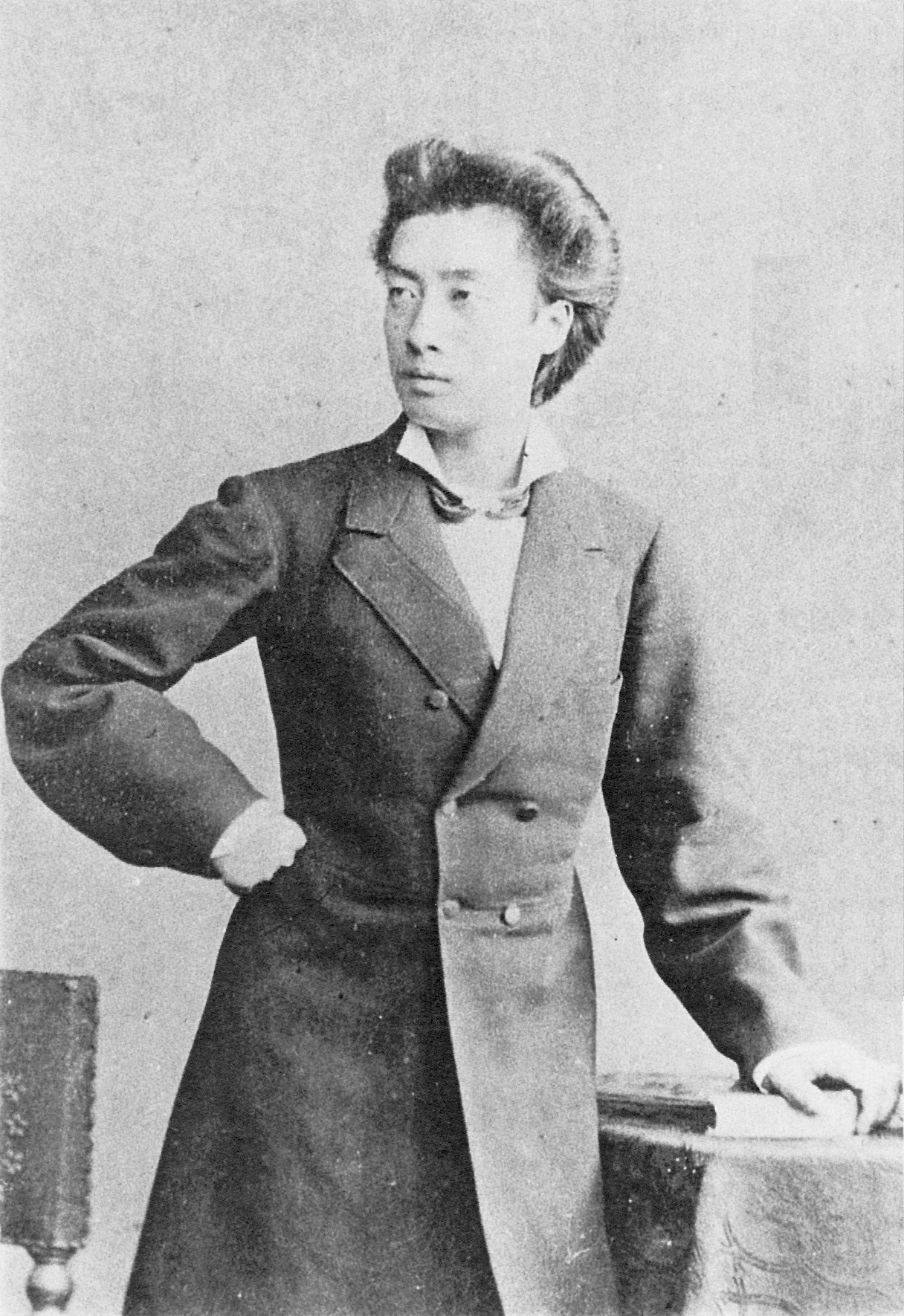
사카이 다다미치

사카이 다다미치(일본어: 酒井忠宝, 1856년 7월 14일 ~ 1921년 9월 17일)는 일본 에도 시대의 다이묘로, 쇼나이번(오이즈미 번)의 12대(마지막) 번주이다. 관위는 종5위이며, 제국 시대에 백작이 되었다.
안세이 3년(1856년) 6월 13일, 쇼나이 번의 9대 번주 사카이 다다아키의 여섯째 아들로 태어났다. 보신 전쟁에서 형이자 11대 번주인 사카이 다다즈미가 신정부군에 항복하고, 영구 칩거 처분을 받은 뒤, 가문의 재흥을 허가받아 다다미치가 번주직에 취임하게 되었다. 메이지 원년부터 2년까지 아이즈번, 이와키 다이라 번 등으로 옮겨다니다, 70만 냥을 헌납하고 메이지 2년(1869년) 7월 22일에 쇼나이 번으로 돌아왔다. 같은 해에 판적봉환으로 지번사가 되었고, 메이지 4년(1871년) 폐번치현으로 면직되었다. 1880년 2월에 은거하였고, 양아버지이자 친형인 다다즈미에게 가문을 상속하게 하였다. 1921년 66세로 사망하였다.
| 전임 사카이 다다즈미 | 제18대 사카이 사에몬노조 가문 종가 1871년 ~ 1880년 | 후임 사카이 다다즈미 |

| 전임 사카이 다다즈미 | 제12대 쇼나이번 번주 1868년 ~ 1871년 | 후임 폐번치현 |